# Ray J
William Raymond Norwood Jr (sinh ngày 17 tháng 1 năm 1981), nổi tiếng với nghệ danh Ray J, là một ca sĩ người Mỹ, ngoài ra anh còn là một nhạc sĩ, một nhà sản xuất âm nhạc và là một diễn viên. Anh sinh ra tại McComb, Mississippi Hoa Kỳ.

## Album phòng thu
- Everything You Want (1997)
- This Ain't a Game (2001)
- Raydiation (2005)
- All I Feel (2008)
- Raydiation 2 (2011)

## Các phim đã đóng

### Điện ảnh
- Once Upon a Time... When We Were Colored (1996)
- Mars Attacks! (1996)
- Steel (1997)
- Christmas at Water's Edge (2003)
- Envy (2008)
- A Day in the Life (2009)

### Truyền hình
- Black Sash
- BET Countdown
- All That
- Wild N Out
- Television Ads (1989–1993)
- The Sinbad Show (1993–1994)
- Moesha (1999–2001)
- One on One (2005–2006)
- For the Love of Ray J (2009–2010)
- Brandy and Ray J: A Family Business (2010–đến nay)

## Bê bối

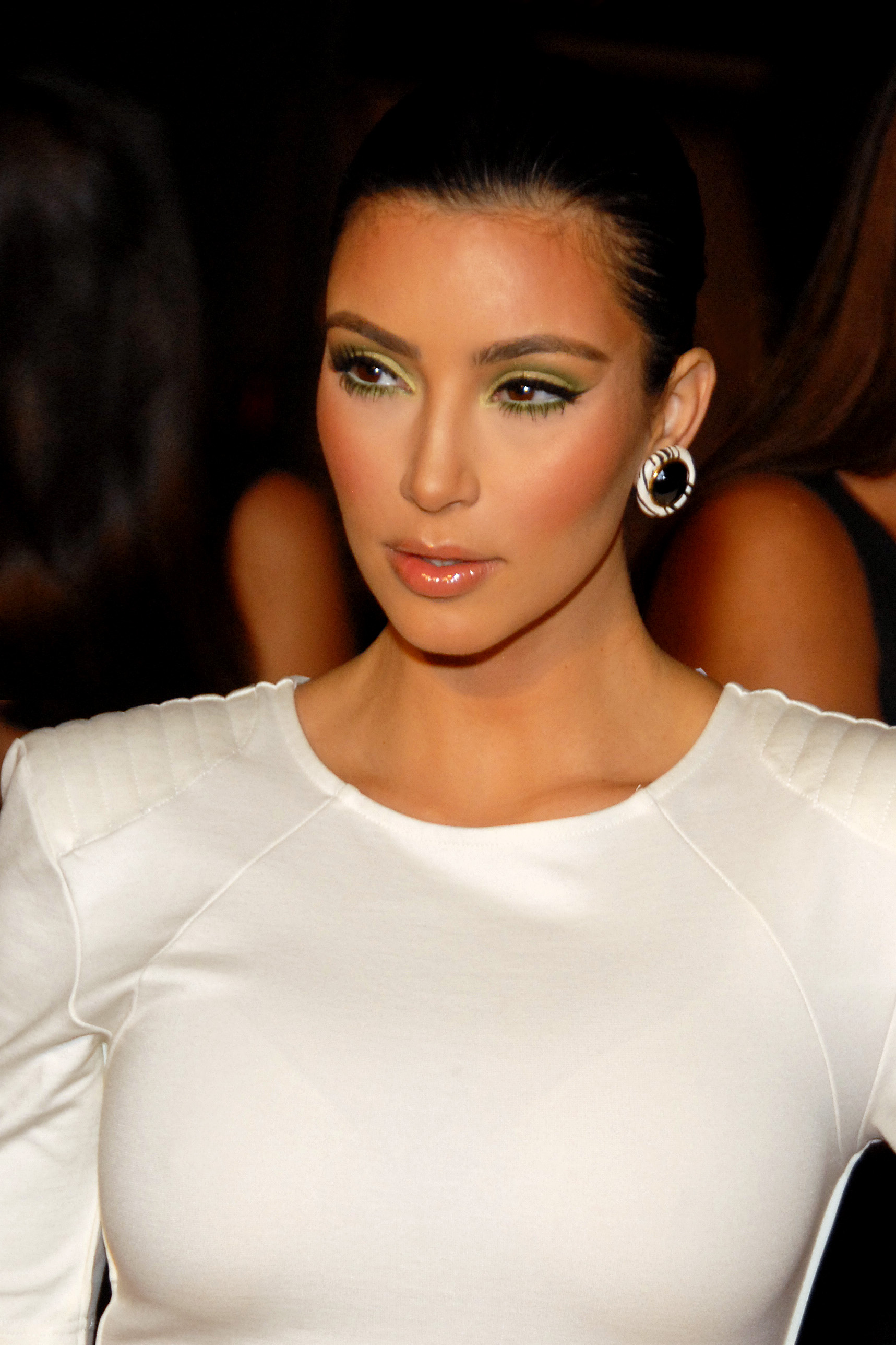
Kim Kardashian

Năm 2007, khi clip sex về Ray J nô đùa tại khách sạn với kiều nữ Kim Kardashian bị rò rỉ trên internet đã gây xôn xao dư luận, anh đã được báo chí tung tin dính bê bối clip sex với kiều nữ này. Một website nổi tiếng thế giới khẳng định chấp nhận chi 5 triệu USD để sở hữu cuốn băng sex của cô anh và Kim và cho in cả bìa đĩa cũng như những khuôn hình nóng bỏng của anh và cô Kim. Khi thông tin trên được tiết lộ, Ray J đã liên hệ với Vivid Entertainment để đòi hoa hồng. Tuy nhiên, khi được liên hệ, Ray J phủ nhận thông tin trên. 